# Michelle Guerette
Michelle Guerette (Bristol, 6 ottobre 1980) è una canottiera statunitense, vincitrice della medaglia d'argento nel Singolo a Pechino 2008.

## Palmarès
- Olimpiadi

Pechino 2008: argento nel singolo.
- Campionati del mondo di canottaggio

2005 - Kaizu: bronzo nel singolo.
2007 - Monaco di Baviera: bronzo nel singolo.